# جيمي ماكجيل
جيمي ماكجيل (بالإنجليزية: Jimmy McGill)‏ هو لاعب كرة قدم بريطاني في مركز الوسط، ولد في 27 نوفمبر 1946 في غلاسكو في المملكة المتحدة، وتوفي بنفس المكان في 25 مارس 2015. لعب مع نادي أرسنال ونادي هاليفاكس تاون وهال سيتي وهدرسفيلد تاون.